# Djurgården

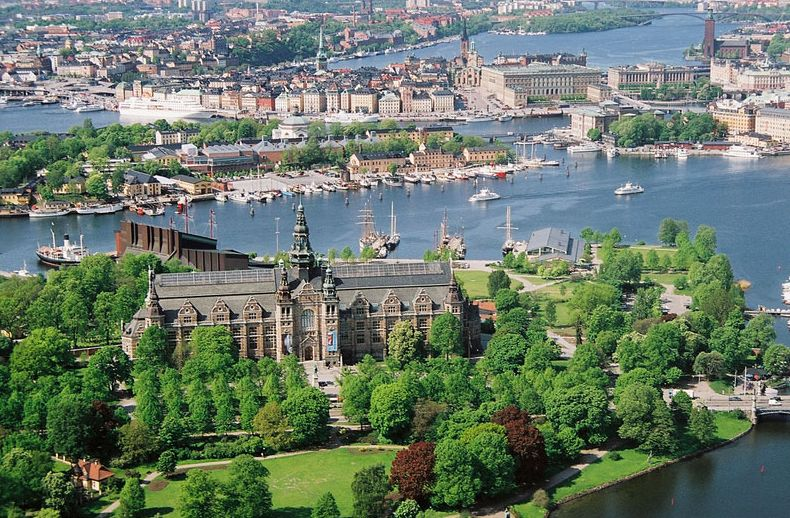
La isla y parque de Djurgården con el edificio de Nordiska museet. Inmediatamente detrás, en marrón, se ve el techo del Museo Vasa. Detrás a la derecha, junto al agua, se ve el museo infantil de Junibacken.

Djurgården (pronunciación en sueco: /ˈjʉː(r)ɡɔɳ/ o pronunciación en sueco: /²jʉːrˌɡoːɖɛn/ (escucharⓘ)) es una isla y un parque de Estocolmo en Suecia, situada al este de la ciudad. Cuenta con alrededor de 800 habitantes y tiene una superficie de 279 hectáreas para 10 200 metros de orillas.
Es un lugar apreciado por los turistas, que además de un gran parque, agrupa varios museos, un parque zoológico y el parque de atracciones Gröna Lund. Acoge cada año más de 10 millones de visitantes.
El príncipe Carlos Felipe de Suecia reside con su esposa, la princesa Sofía Cristina de Suecia, en un apartamento en este barrio.

## Lugares de interés
- ABBA: The Museum, un museo sobre el grupo de música sueco ABBA.
- Museo de biología, edificio construido en madera tallada en 1893, inspirado en las iglesias noruegas de los siglos XII y XIII (Stavkirke). En su interior se muestran en dioramas escenas de la fauna escandinava, con aves y mamíferos disecados.
- Skansen, el museo al aire libre más antiguo en el mundo, muestra ejemplos de la arquitectura tradicional sueca, además del único zoológico de Estocolmo, con fauna escandinava (lobos, linces, osos). Su tradicional mercado navideño atrae a decenas de miles de personas todos los años.
- El Museo Vasa, dedicado al barco Vasa que se hundió en el  puerto de Estocolmo el día de su botadura.
- Nordiska museet, un museo dedicado a las tradiciones y la cultura sueca.
- Gröna Lund, parque de atracciones más antiguo de Suecia, abierto en 1883.
- Junibacken, un museo y lugar de entretenimiento infantil dedicado a las creaciones de Astrid Lindgren.
- Palacio de Rosendal, construido entre 1823 y 1827 para el rey Carlos XIV Juan, abierto en los meses de verano ofreciendo visitas guiadas.
- Rosendals Trädgård, jardín público que destaca por su selección de rosas.[3]
- Aquaria Vattenmuseum (museo del agua), es un museo dedicado a las formas de vida acuática, con grandes acuarios y recreaciones de distintos medios ambientes (en particular, tropicales).
- El rompehielos Sankt Erik, un barco museo (todavía en uso) que se encuentra muy cercano al muelle del Vasa Museum.